# Deutsche Börse
Deutsche Börse (FWB: DB1) é um agente de comercialização de valores mobiliários. Tem escritórios na Alemanha, Luxemburgo, Suíça e Espanha, bem como representações em Londres, Paris, Chicago, Nova York, Hong Kong e Dubai.
A Deutsche Börse é dona da Clearstream.